# Фискал
Фиска́л (лат. fiscalis — казённый) — агенты тайного надзора, должность, учреждённая русским царём Петром Великим.
Фискалы во главе с обер-фискалом были обязаны, под общим наблюдением сената, следить за деятельностью всех центральных и местных учреждений и доносить о всяком нарушении законов и интересов фиска. При наложении на виновных штрафов, фискалы получали их часть, и в то же время они несли ответственность за ложные обвинения в нарушениях законов и интересов. В 1730-х годах фискалы были упразднены, в другом источнике указан 1775 год.

## История
В последнем из параграфов указа, данного 2 марта 1711 года Сенату, говорится: «учинить фискалов по всяким делам, а как быть им пришлется известие». Через три дня, 5 марта, новым указом повелевалось учредить должность обер-фискала; он должен был иметь тайный надсмотр над всеми делами; ему надлежало следить за тем, не учинялся ли где-либо неправый суд, не совершалось ли незаконного «в сборе казны и прочего». «Кто неправду учинит», на того обер-фискал должен был донести в Сенат, и если он действительно уличал виновного, то половина штрафа шла в пользу казны, а половина — в пользу фискала.
Обер-фискал был высшим должностным лицом по тайному надзору за делами; в губерниях были провинциал-фискалы, по одному для каждой отрасли управления; они имели «под собой» «низших», городских. О них всех говорилось, что они «имеют во всём такую же силу и свободность, как и обер-фискалы».
Высокое положение отнюдь не защищало от тайного надзора и вызова в Сенат; ему подлежали все, «какой высокой степени ни есть». Высокопоставленные лица могли привлекаться только обер-фискалом; это было единственным различием в степени власти обер-фискала и рядовых фискалов.
С учреждением коллегий появились коллежские фискалы, по одному при каждой коллегии.
В августе 1711 года Н. М. Зотов назначен был государственным фискалом, то есть «надсмотрителем, дабы никто от службы не ухоранивался и прочего худа не чинил». Однако злоупотреблений чинилось очень много, и простора для них было много. Провинциальные фискалы не зависели от местных властей и подчинены были своему начальству, обер-фискалу. Обязанные доносить, они не преследовались за доносы неверные; в указе прямо сказано: «буде же не уличить (виновного, перед Сенатом), то отнюдь фискалу в вину не ставить ниже досадовать, под жестоким наказанием и разорением всего имения».
Известна выходка Стефана Яворского против этого учреждения. 17 марта 1712 года он в проповеди сделал очень ясные намеки на него: «закон Господень непорочен, а законы человеческие бывают порочны; а какой-то закон, например, поставити надзирателя над судами и дати ему волю кого хочет обличити, да обличит, кого хочет обесчестити, да обесчестит…» и т. д. Его слова не остались без влияния и 17 марта 1714 года вышло новое распоряжение, в котором сфера действий фискалов была обозначена гораздо точнее. Они должны были разоблачать всякие преступления указов, всякие взятки и кражи казны и все то, что может повести «ко вреду государственного интереса», должны были возбуждать дела, на которые нет челобитчиков. За вмешательство в судные дела, возбужденные какой-либо из сторон, фискалы подвергаются наказанию. Преследуют их и за доносы, сделанные в корыстных целях; если донос окажется несправедливым, фискал несёт то наказание, какое понесло бы оговоренное им лицо, если бы было действительно виновно; наказывается фискал и в тех случаях, когда не донёс по своим корыстным соображениям.
Власть провинциальных фискалов трудно поддавалась контролю; обязанные раз в год объезжать города по губернии и подвергать проверке действия низших фискалов, провинциальные фискалы были облечены властью смещать их, подвергать взысканиям и т. п., что давало опять-таки повод к злоупотреблениям. В 1722 году власть их была в значительной степени стеснена учреждением по всем губерниям прокурорских должностей. Прокуроры — этот уже открытый надзор за судом — не только ограничивали их контроль над судебными делами, но являлись и вообще посредствующей инстанцией между ними и обер-фискалом.
Институт фискалов, дискредитированный действиями своих должностных лиц, в особенности был подточен злоупотреблениями своих высших чиновников, обер-фискалов. Не помогло делу и учреждение при Екатерине I должности генерал-фискала. Верховный тайный совет при Петре II занят был разбирательством не только преступлений обер-фискалов, но и корыстных деяний генерал-фискалов.
При Анне Иоанновне фискалы были упразднены (1730). Особой пользы учреждение, имевшее целью тайный надзор за всеми жителями и всеми учреждениями, принести не могло; фискалы были всем ненавистны. Второй по времени обер-фискал, М. В. Желябужский, и его помощник А. Я. Нестеров вскоре по вступлении в должность обратились к царю с жалобой на Сенат, говоря, что там им приходилось очень плохо: сенатор Г. А. Племянников их иначе как «уличными судьями» и не называл, а князь Яков Долгорукий прямо величал антихристами и плутами.
Но долю пользы фискалы несомненно принесли. Знаменитые разоблачения Нестерова А.Я. (относительно князя М. П. Гагарина, князя Долгорукова и др.) пролили свет на такие злоупотребления и преступления, которые без фискалов совершенно ускользнули бы от возмездия. Нестеров обратил также внимание на эксплуатацию богатыми купцами мелких торговцев; были назначены купеческие фискалы, обязанные тайно надсматривать за делами в этом сословии. Однако и Нестеров, этот самый деятельный и умный из высших должностных фискалов, не устоял в конце концов против искушения, был уличён во взяточничестве и злоупотреблениях и был казнён.
Фискалы (воен.) — вслед за учреждением фискалов в гражданском ведомстве они по указу 1711 года были введены в войсках. По Воинскому Уставу 1716 года в полках и крепостях должны были состоять фискалы, при дивизиях — обер-фискалы в ранге майора, при армии — генерал-фискалы в ранге подполковника. По определению Воинского Устава фискал «есть смотритель за каждым чином, так ли всякой должности истиной служит и в прочих делах, вручённых ему, поступает». Фискалы обязаны были проведывать и доносить о преступлениях, поддерживать обвинение на суде и наблюдать за соблюдением судами положенных в законе для рассмотрения дел сроков; о нарушениях казённого интереса фискалы должны были только сообщать комиссариату. В тех случаях, когда возведённое фискалами обвинение оказывалось неосновательным, они могли подлежать только лёгким наказаниям за неосмотрительность. Указом 22 февраля 1723 года генерал-фискалы и обер-фискалы были повышены в рангах ввиду того, что в первое время фискалы выбирались «из самых нижних людей без свидетельств» и из числа обер-фискалов некоторые оказались виновными «в великих преступлениях и злодействах». Полковым фискалам по штатам 1720 года ранга вовсе не было назначено, а по окладу содержания они были поставлены ниже прапорщика и несколько выше полкового аудитора.
В последний раз фискалы при войсках упоминаются в 1732 году., когда для них была издана особая инструкция, обязывавшая их доносить о замеченных нарушениях инспекторам войск.